# Abelke Bleken
Abelke Bleken († 18. März 1583 in Hamburg) war eine deutsche Bäuerin, die aufgrund des Vorwurfs der Hexerei verbrannt wurde. Sie ist die einzige Frau in Hamburg, deren vor Gericht vorgebrachte Erwiderungen, die sogenannte Urgicht, dokumentiert sind. Der Ablauf des Prozesses und die Anklagepunkte zeigen, dass derartige Urteile oftmals aufgrund ähnlicher vorheriger Konflikte erfolgten.

## Hamburger Stadtrecht
Schon im Hamburger Stadtrecht von 1270 stand Zauberei unter Strafe. So übernahm es auch Hamburger Stadtrecht von 1605:

„Die Zauberer und Zauberinnen, die mit verbotenen Mitteln dem Menschen oder dem Vieh an Leib und Seele Schaden zufügen, oder auch, die aus bösem Vorsatz von Gott und seinem heiligen Wort vergessentlich abtreten, und mit dem bösen Feinde sonderbare hochärgerliche Verbündnisse machen, werden, nach Gelegenheit ihrer beweislichen Verwirkung, mit Feuer oder mit dem Schwert am Leben gestraft[.]“

 Dort ist zudem der Teufelspakt ausdrücklich als Straftat genannt.

## Vorgeschichte, Gerichtsverhandlung und Hinrichtung
Abelke Bleken bewirtschaftete als alleinstehende Frau einen Hof mit neun Hektar Land am Ochsenwerderer Norddeich. Durch einen Deichbruch, vermutlich bei der Allerheiligenflut 1570, wurde ihr Land in Mitleidenschaft gezogen. Trotz der erlittenen Verluste bestand die Deichpflicht weiter, wonach Hofbesitzer verpflichtet waren, den an ihr Land angrenzenden Deich instandzuhalten. Abelke Bleken und ihr Nachbar Henneke Schwormstede konnten diesen Pflichten jedoch nicht nachkommen, da sie weder über Geld noch Arbeitskraft verfügten, den beschädigten Deich wiederherzustellen. Der örtliche Vogt Dirick Gladiator (Klaeter) pfändete nach der Besichtigung der schadhaften Deiche einen ihrer Kessel. Dieses geschah im Zusammenhang mit dem Spadelandsrecht, das die Deichpflichten und ihre Überwachung regelte. Kam ein Landbesitzer seiner Pflicht nicht nach, so wurde zunächst ein Pfand eingezogen. Letztendlich gingen diejenigen, die Deichpflichten nicht erfüllen konnten, ihres Besitzes verlustig. Damit drohte ihnen Heimatlosigkeit und Armut.
1577 mussten Bleken und Schwormstede und vermutlich weitere Nachbarn ihre Höfe dem Hamburger Ratsherrn Johann Huge überschreiben, der sie zu einem großen Gut zusammenlegte. Bleken bat die Vögtin um Rückgabe des Pfandguts, was diese jedoch verweigerte. Ob das vor oder nach dem ihrer Vertreibung von ihrem Land geschah, ist nicht bekannt. Nachdem auf dem Landsitz Johann Huges Vieh gestorben und in Gladiators Familie Personen erkrankten und seine Ehefrau, die Vögtin, gestorben war, warf man Abelke Bleken vor, hierfür verantwortlich zu sein. Sie habe sich aufgrund persönlicher Not rächen wollen und daher Schadenszauberei begangen, so die Anklage.
Unter der Folter „bekannte“ Bleken, seit vier Jahren Teufelsbuhlschaft getrieben zu haben, und schilderte die zauberischen Praktiken, mit denen sie die Schäden angerichtet hatte, deren sie angeklagt war. Zumeist ging es dabei um Vorfälle im Bereich von Tätigkeiten, bei denen Frauen Mensch und Tier versorgten. Der Mittäterschaft bezichtigte sie Geseke Schwormstedt aus Tatenberg, entweder die Ehefrau ihres früheren Nachbarn oder eine nahe Verwandte, sowie Peter Wenten, der mit ihr zusammen festgenommen worden war, und dessen Ehefrau Anneke, die vermutlich ebenfalls ihr Land an Huge verloren hatten.

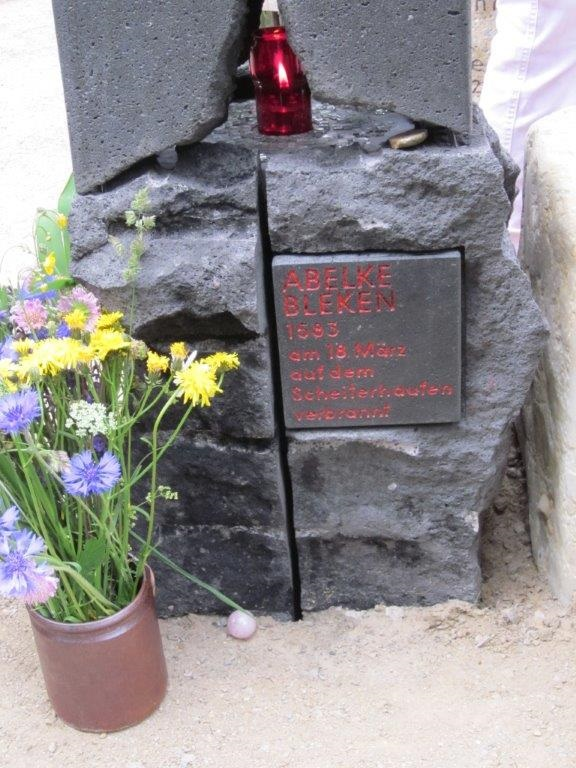

Abelke Bleken starb als verurteilte Hexe am 18. März 1583 den Tod auf dem Scheiterhaufen. Am 26. August wurden fünf weitere, namentlich unbekannte „Hexen“ hingerichtet, darunter vermutlich auch Geseke Schwormstedt und Peter Wenten.

## Gedenken
1959 produzierte der Norddeutsche Rundfunk das plattdeutsche Hörspiel Abelke Bleken, de Hex vun Ossenwarder. Heidi Kabel übernahm hierbei die Rolle der Abelke Bleken.
Am 7. Juni 2015 weihte der Verein Garten der Frauen im Beisein der Zweiten Bürgermeisterin von Hamburg, Frau Katharina Fegebank, einen Erinnerungsstein auf dem Ohlsdorfer Friedhof für alle jene Frauen ein, die in Hamburg Opfer der frühneuzeitlichen Hexenverfolgung wurden.
Seit 2015 ist in Ochsenwerder der Abelke-Bleken-Ring in der Nähe ihres ehemaligen Hofes nach ihr benannt.
Abelke Bleken ist Protagonistin des 2023 erschienenen Romans Marschlande von Jarka Kubsova.